# Cribrilina dispersa
Cribrilina dispersa är en mossdjursart som beskrevs av Charles Henry O'Donoghue och de Wattevile 1937. Cribrilina dispersa ingår i släktet Cribrilina och familjen Cribrilinidae. Inga underarter finns listade i Catalogue of Life.